# Sporting Club Steinfort
Le FC Stengefort est un club luxembourgeois de football basé à Steinfort.
En 1913 le club a joué sous le nom de "Jeunesse de la frontière" jusqu'à 1923. En 1923 le club a été enregistré à la fédération sous le nom de FC Steinfort.
Les premières couleurs étaient noir et blanc, après rouge et blanc et en 2007 vert et blanc.
Le club est fondé en 1923 sous le nom de FC Steinfort. Renommé en Sporting Club Steinfort le 4 juin 2007 à la suite d'une collaboration avec le Sporting Clube de Portugal, il évolue lors de la saison 2009-2010 en Promotion d'Honneur soit la deuxième division au Luxembourg.
Le club évolue lors de la saison 2024-2025 en 1.Division, le troisième échelon du football luxembourgeois.

## Histoire
Le Sporting Club Steinfort passe la saison 2008-2009 en BGL Ligue, soit la première division luxembourgeoise (Division Nationale).
- 2007/2008.. Promotion d'honneur Place 3 et match de Barrage gagné contre FC Wilz—monté en BGL Ligue  ---
- 2008/2009.. BGL Ligue place 13 et retombe en Promotion d'honneur  ---
- 2009/2010.. Promotion d'honneur Place 4  ---
- 2010/2011.. Promotion d'honneur Place 11 --- match de Barrage perdu contre Millenbach et retombe en 1.Division  ---
- 2011/2012.. 2. en Division 1 match de Barrage perdu contre Diekirch  ---
- 2012/2013.. 5. en Division 1
- 2016/2017.. Champion en Division 2
- 2017/2018.. 9. en Division 1
- 2017/2020.. Division 1

## Identité visuelle

Ancien logo.
Logo actuel.

## Anciens entraîneurs
- 2014-2015 : Mourad Boukellal